# Greta Van Susteren
Greta Van Susteren (n. 11 iunie 1954) este o avocată, jurnalistă și personalitate americană a televiziunii prin cablu, cunoscută mai ales pentru emisiunea sa de la canalul prin cablu Fox News, unde este realizatoarea emisiunii On The Record with Greta Van Susteren. Fostă avocată pentru cazuri civile dar și penale, Van Susteren a fost comentator de legi în emisiunea postului CNN, Burden of Proof, împreună cu Roger Cossack între anii 1994 și 2002. Din anul 2002, a trecut la canalul Fox News.

## Viață personală
Van Susteren s-a născut în Appleton, statul Wisconsin, având descendență olandeză, franceză și germană din partea tatălui, respectiv irlandeză din partea mamei. Numele „Van Susteren” semnifică originar din Susteren, un oraș din sud-estul Olandei.